# Eccellenza Trentino-Alto Adige 2000-2001
Il campionato di Eccellenza Trentino-Alto Adige 2000-2001 è stato il decimo organizzato in Italia. Rappresenta il sesto livello del calcio italiano.
Questo è il campionato regionale della regione Trentino-Alto Adige (anche noto in tedesco come Oberliga, letteralmente "lega superiore").

## Squadre partecipanti
| Squadra                   | Città               |
| ------------------------- | ------------------- |
| U.S. Arco                 | Arco (TN)           |
| S.S. Benacense Riva       | Riva del Garda (TN) |
| F.C. Bozen 1996           | Bolzano (BZ)        |
| S.S.V. Brixen             | Bressanone (BZ)     |
| U.S. Comano Terme e Fiavè | Ponte Arche (TN)    |
| A.C. Mezzocorona          | Mezzocorona (TN)    |
| U.S. Mori Santo Stefano   | Mori (TN)           |
| S.V. Natz                 | Naz (BZ)            |
| F.C. Neugries             | Bolzano (BZ)        |
| U.S. Porfido Albiano      | Albiano (TN)        |
| A.S.D. Rotaliana          | Mezzolombardo (TN)  |
| U.S. Rovereto             | Rovereto (TN)       |
| S.V. Salurn Raiffeisen    | Salorno (BZ)        |
| S.S. Settaurense          | Storo (TN)          |
| S.V. Tramin               | Termeno (BZ)        |
| U.S. Vallagarina          | Villa Lagarina (TN) |

## Classifica finale
|  | Pos. | Squadra            | Pt | G  | V  | N  | P  | GF | GS | DR  |
|  | ---- | ------------------ | -- | -- | -- | -- | -- | -- | -- | --- |
|  | 1.   | Rovereto           | 63 | 30 | 18 | 9  | 3  | 36 | 12 | +24 |
|  | 2.   | Arco               | 57 | 30 | 15 | 12 | 3  | 45 | 21 | +24 |
|  | 3.   | Mezzocorona        | 56 | 30 | 16 | 8  | 6  | 47 | 30 | +17 |
|  | 4.   | Bozen              | 55 | 30 | 15 | 10 | 5  | 50 | 28 | +22 |
|  | 5.   | Brixen             | 49 | 30 | 14 | 7  | 9  | 54 | 33 | +21 |
|  | 6.   | Comano Terme Fiavè | 43 | 30 | 11 | 10 | 9  | 32 | 28 | +4  |
|  | 7.   | Tramin             | 40 | 30 | 12 | 4  | 14 | 42 | 44 | -2  |
|  | 8.   | Natz               | 39 | 30 | 10 | 9  | 11 | 41 | 38 | +3  |
|  | 9.   | Mori S.Stefano     | 39 | 30 | 10 | 9  | 11 | 35 | 34 | +1  |
|  | 10.  | Salurn             | 33 | 30 | 8  | 9  | 13 | 28 | 42 | -14 |
|  | 11.  | Porfido Albiano    | 32 | 30 | 8  | 8  | 14 | 34 | 50 | -16 |
|  | 12.  | Settaurense        | 32 | 30 | 9  | 5  | 16 | 43 | 55 | -12 |
|  | 13.  | Vallagarina        | 32 | 30 | 7  | 11 | 12 | 33 | 42 | -9  |
|  | 14.  | Rotaliana          | 32 | 30 | 8  | 8  | 14 | 24 | 42 | -18 |
|  | 15.  | Neugries           | 29 | 30 | 7  | 8  | 15 | 29 | 47 | -18 |
|  | 16.  | Benacense 1905     | 21 | 30 | 4  | 9  | 17 | 27 | 54 | -27 |

## Spareggi

### Spareggio 13º posto
| Squadra 1   | Risultato | Squadra 2 |
| ----------- | --------- | --------- |
| Vallagarina | 2 - 1     | Rotaliana |

| ??? 2001 | Vallagarina | 2 – 1 | Rotaliana |  |

## Verdetti finali
- Rovereto promosso in Serie D 2001-02.
- Rotaliana, Neugries e Benacense Riva retrocedono in Promozione 2001-02.